# Großenhain
Großenhain, früher als Hayn bezeichnet, ist eine Große Kreisstadt in Sachsen an der Großen Röder im Landkreis Meißen.

## Geographie

### Nachbargemeinden
Im Uhrzeigersinn, von Norden beginnend: Merzdorf, Gröden, Hirschfeld, Lampertswalde, Ebersbach, Priestewitz, Nünchritz, Glaubitz, Wülknitz und Röderaue.

### Stadtgliederung
Stadtteile: Zschieschen (1961), Mülbitz (1913), Großraschütz (1960), Kleinraschütz (1950), Naundorf (1937).
Ortsteile/Ortschaften: Folbern (1999), Rostig (1995), Skassa (1994), Weßnitz (1995), Zschauitz (1994), Walda (Oktober 2009), Kleinthiemig (Oktober 2009), Wildenhain (Oktober 2009), Bauda (Oktober 2009), Colmnitz (Oktober 2009). Seit Januar 2010: Zabeltitz, Görzig, Treugeböhla, Krauschütz, Nasseböhla, Skäßchen, Skaup, Strauch, Stroga, Uebigau.

### Klima
Großenhain liegt im Klimaeinflussbereich des Elbtales mit relativ milden Wintern und warmen Sommern. In Großenhain gibt es unterdurchschnittlich wenig Niederschlag; das war der Grund, dass der Großenhainer Flugplatz in den 1930er Jahren zum Ausweichflugplatz von Dresden ausgebaut wurde.

## Geschichte

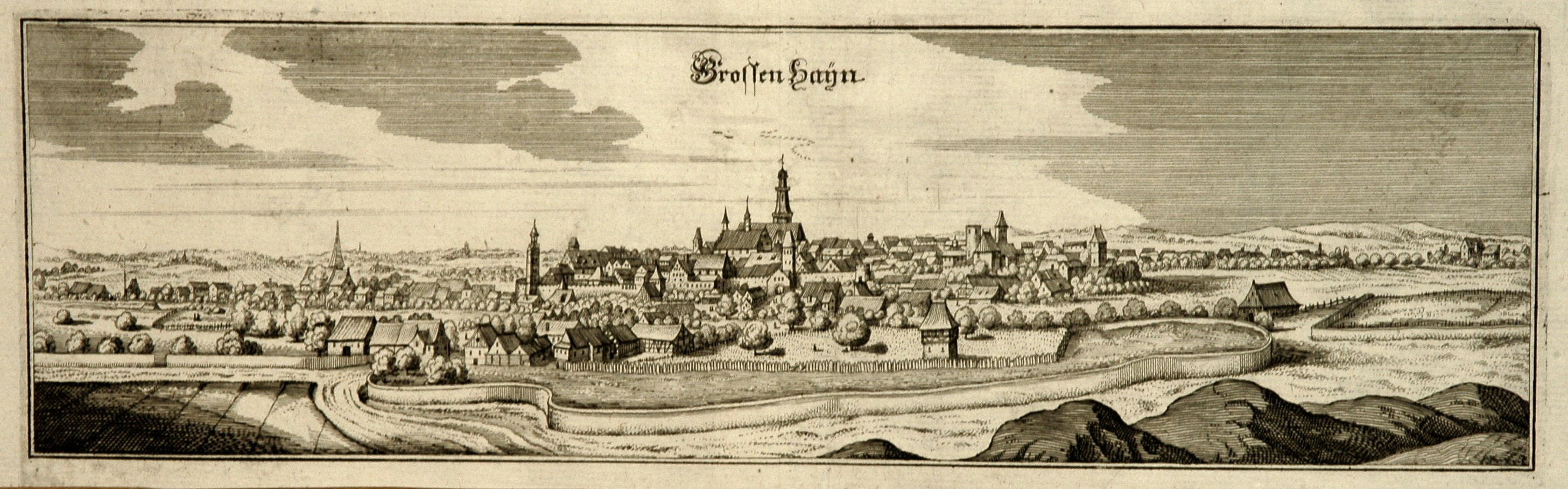
Großenhain um 1650

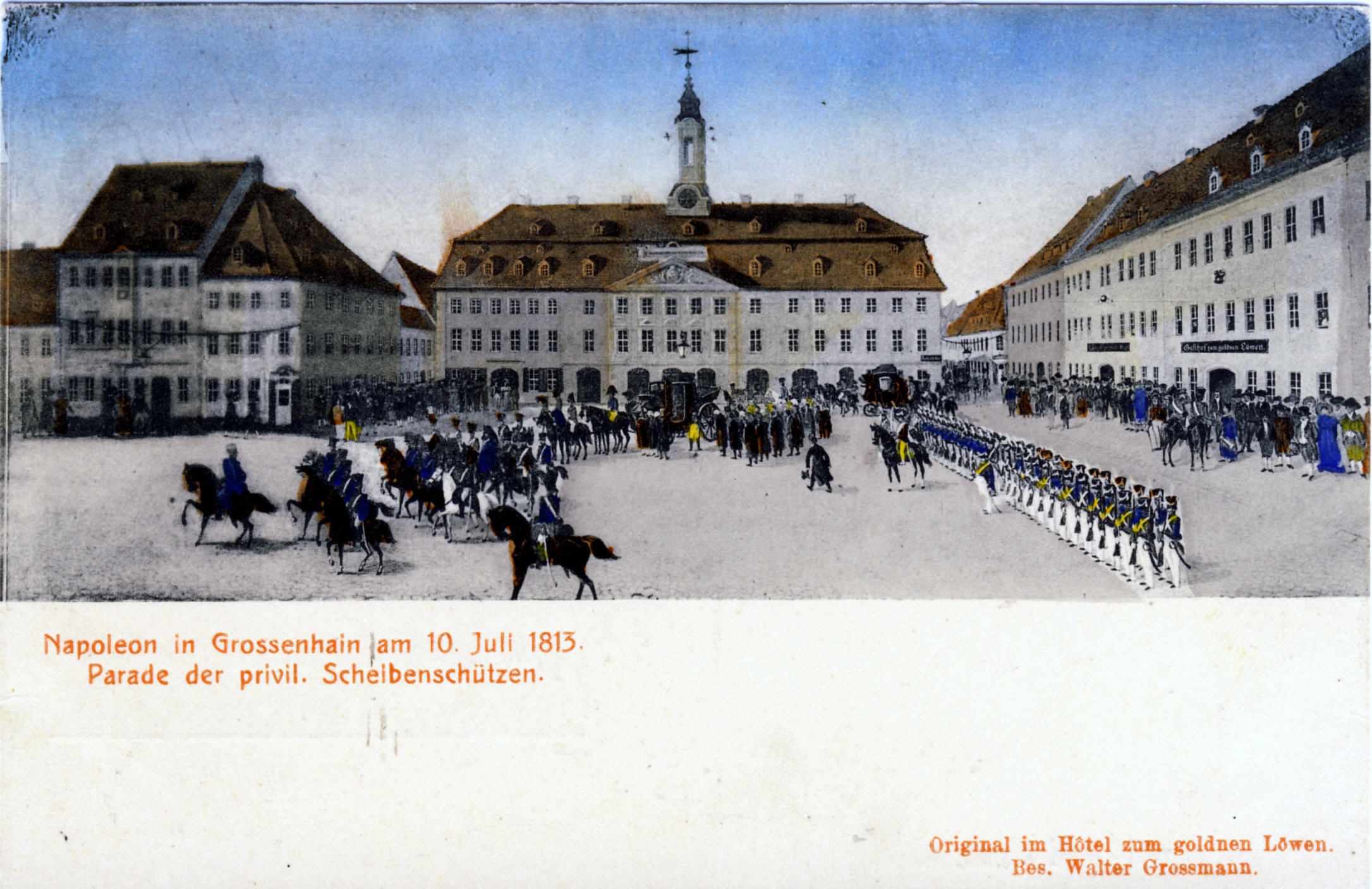
Napoleon in Großenhain am 10. Juli 1813 bei der Parade der privilegierten Schützen, AK nach einem Gemälde

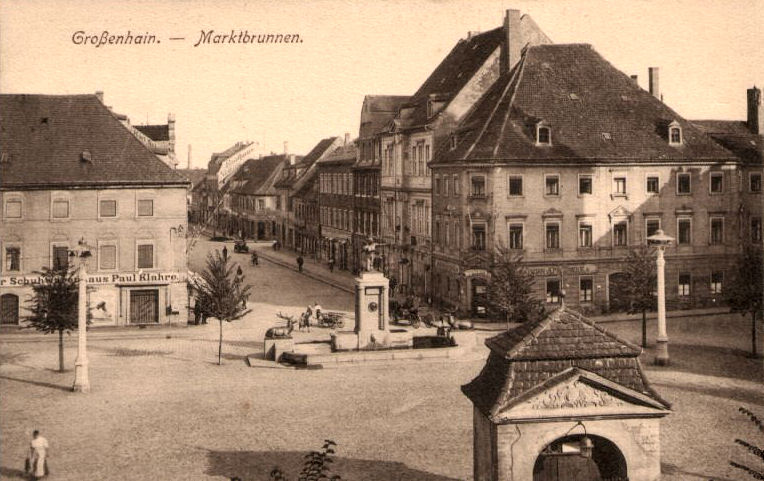
Marktplatz in Großenhain um 1917

### Besiedlung ab 1205
Der Ort wurde 1205 als Hayn erstmals urkundlich erwähnt. Dabei wird das Getreidemaß mensura Haynensis genannt, das als Maßeinheit für Zinszahlungen mehrerer Dörfer festgelegt wird, woraus man schließen kann, dass der Ort zu diesem Zeitpunkt schon eine gewisse regionale Bedeutung hatte. Das Magdalenenkloster („Reuerinnen“) in „Ozzek“ wird 1240 mit Ländereien in Naundorf ausgestattet. 1254 wurde der Ort als civitas erwähnt. 1291 wurde auf Geheiß des Markgrafen von Meißen Friedrichs des Freidigen und seines Bruders Dietzmann die Stadt befestigt und eine Stadtmauer erbaut. Im Jahr 1292 wurde die Stadt durch die Markgrafen von Brandenburg erfolglos belagert. Von 1312 bis 1316 gehörte Hayn zu Brandenburg, als Pfand für das Lösegeld des in Gefangenschaft geratenen Friedrich. Die Stadt Hayn schloss 1398 zusammen mit den Städten Dresden, Meißen und dem Oberlausitzer Sechsstädtebund einen Vertrag zur Erhöhung der Sicherheit der Hohen Landstraße ab, die von Leipzig über Wurzen, Oschatz, (Großen)Hain, Kamenz, Bautzen, Görlitz nach Breslau und weiter nach Osten führte. Im Jahr 1429 wurde die Stadt durch die Hussiten zerstört. 1443 erlangte Hayn das Stapelrecht für Kaufmannswaren, 1489 erfolgte eine Bestätigung des Waidhandelsrechts von Seiten des Markgrafen, der den Waidhandel von Görlitz nach Hayn verlegte. Die ansässigen Tuchmacher produzierten Waren für den Fernhandel und profitierten vom Handel mit Waid. Dadurch erlebte die Stadt im 15. und 16. Jahrhundert eine wirtschaftliche Blütezeit und entwickelte sich zum wichtigen Handelsplatz an der sehr wichtigen Handels- und Heerstraße, der Hohen Landstraße. Das Servitenkloster Hain bestand von 1318 bis 1539.
Im Jahr 1621 hatte Hain eine Kippermünzstätte, in der unter Münzmeister Marcus Brun Interimsmünzen (Kippermünzen) geschlagen wurden. Das waren hauptsächlich Kipper-Schreckenberger, Kreuzerstücke und 3-Pfennig-Stücke.
Im Jahr 1704 wurde die Stadt während des Nordischen Krieges zerstört.

### Garnisonsstadt ab 1744

Karte von Großenhain (1756, „Situations Plan von der Stadt Grossen Hayn: wie selbige nachdem am 8. Januar 1744 erlittenen grossen Brande situiret“)

Am 8. Juni 1744 wurde Hain durch den größten Stadtbrand seiner Geschichte vollständig zerstört.
1856 erhält Hayn die amtliche Bezeichnung „Großenhain“.
Seit der Mitte des 17. Jahrhunderts war Hain zeitweise, nach dem Wiederaufbau nach dem Stadtbrand 1744 fast ständig mit Garnisonen belegt. Zuerst waren es vor allem Infanteriebataillone, nach den Koalitionskriegen Kavallerie, für die ab 1875 die Kaserne errichtet wurde. Die zwei am längsten in Großenhain stationierten Regimenter waren zum einen das Linien-Infanterie-Regiment „Prinz Anton“ und das 1. Husaren-Regiment „König Albert“ Nr. 18, dessen letzter Regimentschef König Friedrich August III. war, der in diesem Regiment auch seinen Militärdienst ableistete.
Am 15. November 1913 wurde im Auftrag des Militärs der Bau eines Flugplatzes begonnen. Auf diesem landete bereits am 21. Februar 1914 das erste Flugzeug, die bei DFW in Lindenthal bei Leipzig gebaute Stahl-Taube mit der Militärzulassungsnummer A 183.13. Seit 1914 gab es in Großenhain einen Militärflugplatz mit der „Flieger-Ersatz-Abteilung 6“, die Piloten und Beobachter ausbildete, und einer „Kampfeinsitzerschule“. Im Ersten Weltkrieg wurden hier zwischen 6.000 und etwa 60.000 Mann zum Piloten oder Beobachter ausgebildet, darunter auch Manfred von Richthofen. Danach wurde der Flugplatz als Militärfliegerstation, Not- und Verkehrslandeplatz, Fliegerhorst der Luftwaffe genutzt. Im November 1918 wurde in Großenhain der erste Arbeiter- und Soldatenrat Sachsens gebildet. In der Zwischenkriegszeit waren zwei Schwadronen Reichswehrkavallerie in Großenhain stationiert, und während des Zweiten Weltkrieges wurde eine Remonteschule eingerichtet. Im  Kriegsverlauf blieb die Stadt von Kampfhandlungen verschont.

### Ab 1945
Am 22. April 1945 wurde die Stadt kampflos von der Roten Armee eingenommen. Danach wurde der Militärflugplatz von der 105. Jagdbombenfliegerdivision der Gruppe der Sowjetischen Streitkräfte in Deutschland genutzt. Das NVA-Panzerregiment 16 „Leo Jogiches“ war in Großenhain stationiert.
Bis 1949 wurden ca. 4.500 Neubürger aufgenommen.
Im November 1949 besuchte der erste Präsident der DDR, Wilhelm Pieck, zum zweiten Mal nach seinem Aufenthalt im August 1946 die Stadt Großenhain.
Mit der DDR-Kreisreform am 25. Juli 1952 wird Großenhain Sitz des Kreises Großenhain im Bezirk Dresden.
Im Oktober 1989, zu Anfang der Wende, beginnen in Großenhain die ersten Donnerstags-Demonstrationen.
Großenhain war ein Standort der DDR-Leichtindustrie. Betriebe waren unter anderem:
- VEB Getreideverarbeitung Riesa, Betriebsteil Großenhain
- VEB Polstermöbelindustrie Oelsa-Rabenau, Betriebsteil Innengestaltung Großenhain
- VEB Elektromotorenwerk Großenhain
- VEB Dampfhammerwerk Großenhain
- VEB Herrenmode Dresden, Werk Großenhain
- VEB Schmiede Großenhain
- VEB Textilmaschinenbau Großenhain
- VEB Zellstoff und Papier Heidenau, Werk Großenhain
- VEB Ofen- und Herdbau heute Stema
- VEB Meißner Schuhfabrik, Werk Großenhain
- VEB Elektromotorenwerk Großenhain
- VEB Oberlausitzer Textilbetriebe, Betrieb Neusalza-Spremberg, Werk 4 Großenhain
- VEB Textilveredlung Großenhain
- VEB Kreisbau Großenhain
- BMK Ausbau Großenhain
- VEB Stanz- und Emaillierwerk Großenhain

### Nach der Wiedervereinigung

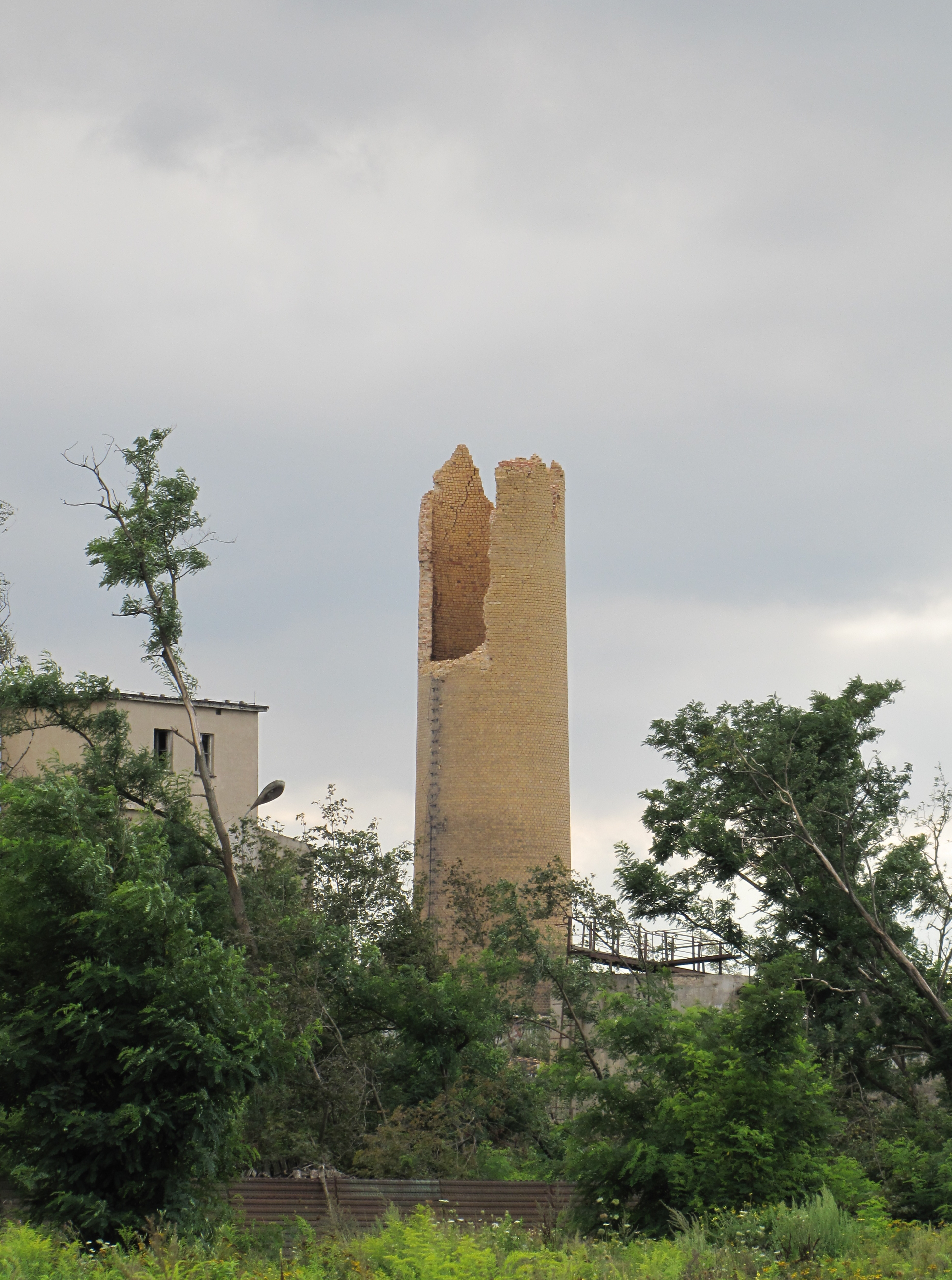
Ehemalige Papierfabrik Großenhain mit dem beim Tornado eingestürzten Schornstein (Höhe vor Einsturz 96 Meter)

1991 begann die Konversion des Fliegerhorstes in einen zivilen Verkehrslandeplatz, die  1993 abgeschlossen wurde.
Die Bekanntheit der „freundlichen Stadt im Grünen“ wurde durch die Landesgartenschau 2002 vergrößert.
Der Großteil der Betriebe Großenhains wurde nach 1990 geschlossen.
Am 24. Mai 2010 verwüstete ein Tornado der Stärke F3 auf der Fujita-Skala große Teile Großenhains und der angrenzenden Gemeinden. In der Stadt wurden etwa vierzig Menschen teilweise schwer verletzt und ein Kind durch einen umstürzenden Baum getötet. In den Stadtteilen Walda und Kleinthiemig wurden 80 Prozent der Hausdächer zerstört.

### Verwaltungszugehörigkeit
Als Folge der Beschlüsse des Wiener Kongresses verlor das kursächsische Amt Hayn große Teile seines Gebietes. Das Amt zerfiel in Gerichtsbezirke, welche erst 1874 mit der Bildung der Amtshauptmannschaft Großenhain wieder vereint von Großenhain aus verwaltet wurden. 1939 erhielt die Amtshauptmannschaft Großenhain die reichseinheitliche Bezeichnung Landkreis.
Bei der Verwaltungsneugliederung und faktischen Auflösung der Länder in der DDR im Jahr 1952 wurde der Kreis Großenhain aus dem Ostteil des ehemaligen Landkreises Großenhain gebildet. Großenhain wurde die Kreisstadt.
Noch vor der Wiedervereinigung 1990 wurde der Kreis Großenhain ein Landkreis nach Maßgabe der neuen Kommunalverfassung der DDR vom 17. Mai 1990, die am 3. Oktober 1990 nach den Vorschriften des Einigungsvertrages zu sächsischem Landesrecht wurde.
Am 1. August 1994 entstand durch Zusammenlegung der Landkreise Riesa und Großenhain der Landkreis Riesa-Großenhain. Großenhain blieb weiterhin Kreisstadt. Am 1. August 2008 wurde der Kreis zusammen mit dem damaligen Landkreis Meißen zum neuen Landkreis Meißen vereint, dessen Kreisstadt Meißen ist. Großenhain verlor nach über fünfzig Jahren den Kreisstadtstatus.

### Religionen
Die Stadt Großenhain ist seit Einführung der Reformation 1548 Sitz des Superintendenten des Evangelisch-Lutherischen Kirchenbezirkes Großenhain. Ihm ist das heutige Kirchspiel Großenhainer Land mit der Ephoralkirche Marienkirche Großenhain unterstellt. Durch Eingemeindungen von umliegenden Orten liegen inzwischen auch der Pfarrbereich Wildenhain komplett und der Pfarrbereich Skäßchen teilweise innerhalb des Großenhainer Stadtgebietes. Die zugehörigen Kirchen befinden sich in den Ortsteilen Bauda, Görzig, Skäßchen, Skassa, Strauch, Walda, Wildenhain und Zabeltitz.
Seit 1907 besteht in Großenhain wieder eine katholische Kirchengemeinde, die Katholische Pfarrei St. Katharina Großenhain. Sie besitzt die bis 1907 neuerrichtete gleichnamige Pfarrkirche und ist dem 1921 wiedererrichteten Bistum Dresden-Meißen untergeordnet.

### Einwohnerentwicklung
| Jahr      | 1834   | 1875   | 1880   | 1933   | 1939   | 1946     | 1950     | 1960   | 1981   | 1984   | 1995   | 1998   | 1999   |
| --------- | ------ | ------ | ------ | ------ | ------ | -------- | -------- | ------ | ------ | ------ | ------ | ------ | ------ |
| Einwohner | 05.755 | 10.686 | 11.045 | 13.510 | 16.488 | 17.708 1 | 18.847 2 | 19.514 | 18.079 | 19.117 | 18.037 | 18.055 | 17.703 |
|           |        |        |        |        |        |          |          |        |        |        |        |        |        |
| Jahr      | 2000   | 2001   | 2002   | 2003   | 2004   | 2005     | 2007     | 2009   | 2010   | 2012   | 2013   | 2022   | 2023   |
| Einwohner | 17.475 | 17.222 | 17.011 | 16.793 | 16.554 | 16.798   | 15.652   | 19.682 | 19.566 | 18.537 | 18.384 | 18.102 |        |

Bei den Einwohnerzahlen sind die Eingemeindungen zu berücksichtigen.
1 29. Oktober, 2 31. August, ab 1960 am 31. Dezember

### Eingemeindungen
| Ehemalige Gemeinde             | Datum      | Anmerkung                                                |
| ------------------------------ | ---------- | -------------------------------------------------------- |
| Bauda                          | 01.03.1994 | Eingemeindung nach Wildenhain                            |
| Colmnitz                       | 01.03.1994 | Eingemeindung nach Wildenhain                            |
| Folbern                        | 01.01.1999 |                                                          |
| Görzig                         | 01.03.1994 | Zusammenschluss mit vier weiteren Gemeinden zu Zabeltitz |
| Großraschütz                   | 01.09.1960 |                                                          |
| Kleinraschütz                  | 01.07.1950 |                                                          |
| Kleinthiemig                   | 01.01.1960 | Zusammenschluss mit Walda zu Walda-Kleinthiemig          |
| Krauschütz                     | 01.01.1960 | Eingemeindung nach Skäßchen                              |
| Mülbitz                        | 01.04.1913 |                                                          |
| Nasseböhla                     | 01.03.1994 | Zusammenschluss mit vier weiteren Gemeinden zu Zabeltitz |
| Naundorf                       | 01.04.1937 |                                                          |
| Rostig                         | 01.09.1961 | Eingemeindung nach Weßnitz                               |
| Skassa                         | 01.01.1994 |                                                          |
| Skäßchen                       | 01.03.1994 | Zusammenschluss mit vier weiteren Gemeinden zu Zabeltitz |
| Skaup                          | 01.01.1960 | Eingemeindung nach Skäßchen                              |
| Strauch                        | 01.03.1994 | Zusammenschluss mit vier weiteren Gemeinden zu Zabeltitz |
| Stroga, Ortsteil von Zabeltitz | 01.07.1950 | Umgliederung nach Nasseböhla                             |
| Treugeböhla                    | 01.01.1973 | Zusammenschluss mit Zabeltitz zu Zabeltitz-Treugeböhla   |
| Uebigau                        | 01.01.1960 | Eingemeindung nach Skäßchen                              |
| Walda                          | 01.01.1960 | Zusammenschluss mit Kleinthiemig zu Walda-Kleinthiemig   |
| Walda-Kleinthiemig             | 01.03.1994 | Eingemeindung nach Wildenhain                            |
| Weßnitz                        | 01.01.1995 |                                                          |
| Wildenhain                     | 01.10.2009 |                                                          |
| Zabeltitz                      | 01.01.2010 |                                                          |
| Zabeltitz-Treugeböhla          | 01.03.1994 | Zusammenschluss mit vier weiteren Gemeinden zu Zabeltitz |
| Zschauitz                      | 01.01.1994 |                                                          |
| Zschieschen                    | 01.09.1961 |                                                          |

## Politik
- Linke: 1
- SPD: 1
- GfG: 7
- CDU: 5
- AfD: 8

### Stadtrat
Die nachfolgende Tabelle zeigt die Ergebnisse der letzten Wahlen zum Stadtrat am 9. Juni 2024, am 26. Mai 2019 und am 25. Mai 2014:
| Parteien und Wählergemeinschaften | Parteien und Wählergemeinschaften           | Prozent 2024 | Sitze 2024 | Prozent 2019 | Sitze 2019 | Prozent 2014 | Sitze 2014 |
| --------------------------------- | ------------------------------------------- | ------------ | ---------- | ------------ | ---------- | ------------ | ---------- |
| AfD                               | Alternative für Deutschland                 | 36,2         | 8          | 25,3         | 6          | –            | –          |
| GfG                               | Gemeinsam für Großenhain                    | 31,3         | 7          | 21,3         | 5          | –            | –          |
| CDU                               | Christlich Demokratische Union Deutschlands | 20,7         | 5          | 23,4         | 5          | 43,4         | 10         |
| Linke                             | Die Linke                                   | 5,7          | 1          | 11,1         | 2          | 22,0         | 5          |
| SPD                               | Sozialdemokratische Partei Deutschlands     | 4,2          | 1          | 4,4          | 1          | 8,0          | 2          |
| FDP                               | Freie Demokratische Partei                  | 1,9          | –          | 4,5          | 1          | 6,0          | 1          |
| Wir in Großenhain                 | Wir in Großenhain                           | –            | –          | 5,2          | 1          | –            | –          |
| AL                                | Alternative Liste                           | –            | –          | 4,7          | 1          | 12,7         | 3          |
| ALV                               | Arbeitslosenverband                         | –            | –          | –            | –          | 7,9          | 1          |
| Wahlbeteiligung                   | Wahlbeteiligung                             | 65,9 %       | 65,9 %     | 59,9 %       | 59,9 %     | 48,9 %       | 48,9 %     |

### Oberbürgermeister
Oberbürgermeister ist seit 1. August 2015 Sven Mißbach, er wurde im Juni 2015 zum Nachfolger von Burkhard Müller gewählt. Müller hatte das Amt 25 Jahre lang bekleidet.
| Wahl | Bürgermeister   | Vorschlag   | Wahlergebnis (in %) |
| ---- | --------------- | ----------- | ------------------- |
| 2022 | Sven Mißbach    | Dr. Mißbach | 76,7                |
| 2015 | Sven Mißbach    | Dr. Mißbach | 65,4                |
| 2008 | Burkhard Müller | CDU         | 81,7                |
| 2001 | Burkhard Müller | CDU         | 72,9                |
| 1994 | Burkhard Müller | CDU         | 58,6                |

### Bundestagsabgeordnete
Großenhain ist Teil des Bundestagswahlkreises Meißen (Wahlkreis 156). Der zur Bundestagswahl 2009 gewählte Thomas de Maizière, der ehemalige deutsche Bundesminister des Innern, unterhält ein Wahlkreisbüro in der Großenhainer Innenstadt. Außerdem ist de Maizière Mitglied im CDU-Ortsverband Großenhain.
Susann Rüthrich (SPD) zog über die Landesliste der SPD als Abgeordnete 2013 und 2017 ebenfalls in den Bundestag ein. Ihre Bürgerbüros befinden sich in Meißen, Dresden sowie Pirna.

### Städtepartnerschaften
Großenhain unterhält Städtepartnerschaften mit Öhringen in Baden-Württemberg und Kecskemét in Ungarn.

## Kultur und Sehenswürdigkeiten

### Bauwerke
Das bekannteste Kirchenbauwerk in Großenhain ist die evangelische Marienkirche, die von 1745 bis zur Einweihung im Dezember 1748 vom Dresdner Ratszimmermeister Johann Georg Schmidt und dem Ratsmaurermeister Johann Gottfried Fehre an der Stelle einer spätgotischen Hallenkirche erbaut worden ist. „Von Schmidts großen Kirchenbauten ist nur noch die Großenhainer Marienkirche im weitestgehenden Originalzustand erhalten“. Der Sakralbau zählt laut Heinrich Magirius „zu den originellsten Raumschöpfungen der sächsischen Kirchenkunst des späten Barock“. Sie gilt wegen ihres t-förmigen Grundrisses, auch Kleeblattform genannt, und der Galerie von Betstuben im Innenraum als kunsthistorische Besonderheit.
Am Marktplatz befindet sich neben der Marienkirche das auf das 19. Jahrhundert zurückgehende Großenhainer Rathaus mit seinem schlanken Turm. Es wurde von 1873 bis 1876 von den Dresdner Architekten Bruno Adam und Oswald Haenel erbaut und gilt neben der Großenhainer Marienkirche als ein Wahrzeichen der Stadt. Andere historische Bauwerke der Innenstadt sind die alte Lateinschule, die heute als Museum genutzt wird, Reste eines Klosters im Stil der Gotik, das heute die Karl-Preusker-Bücherei beherbergt, und die original erhaltenen Teile der früheren Stadtbefestigungs- und Wallanlage. Am Promenadenring befindet sich die Zschille-Villa, die als ein „Schmuckstück in der Innenstadt“ gilt.

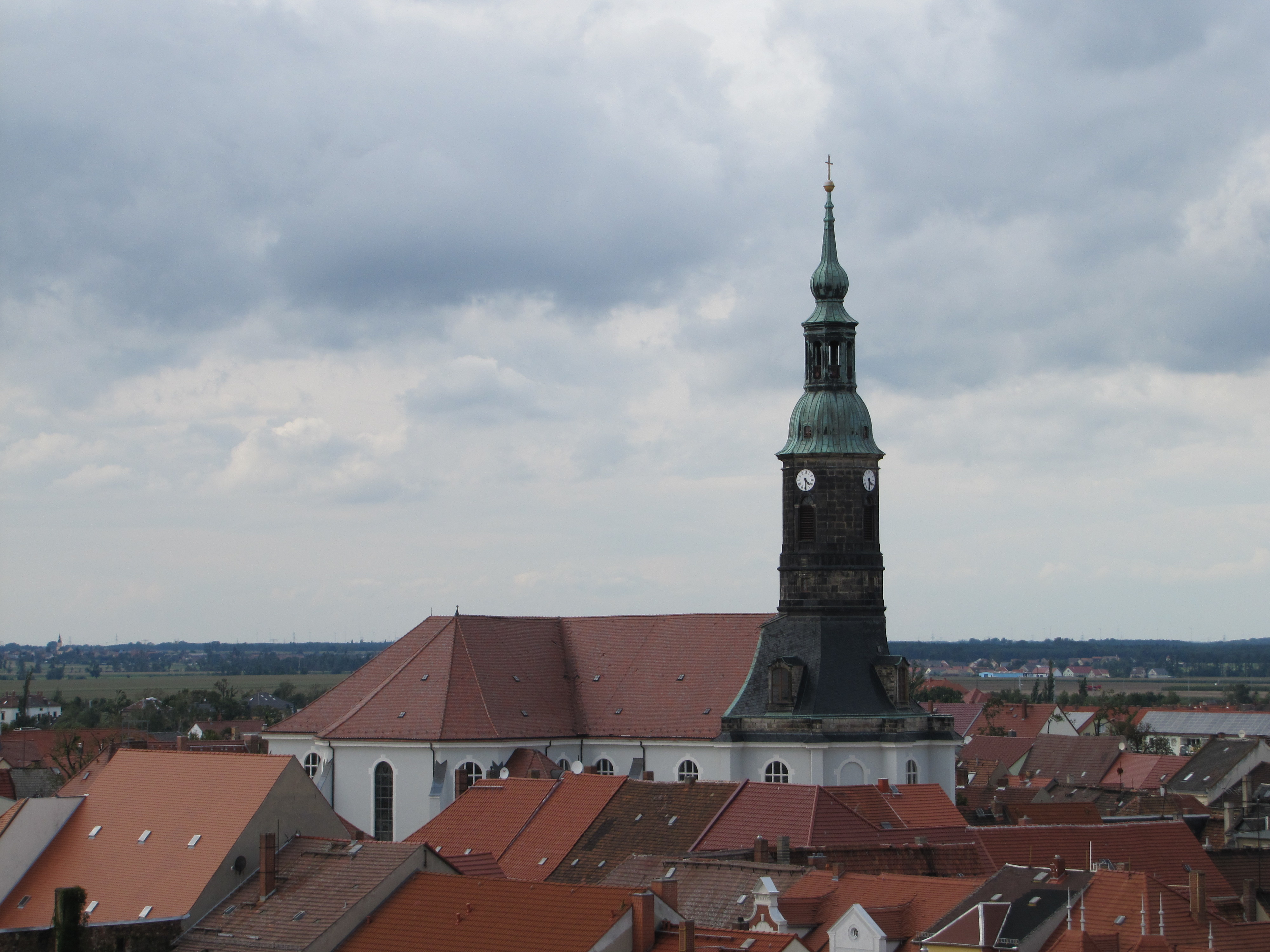
Ansicht der Marienkirche über den Dächern Großenhains aus südöstlicher Richtung
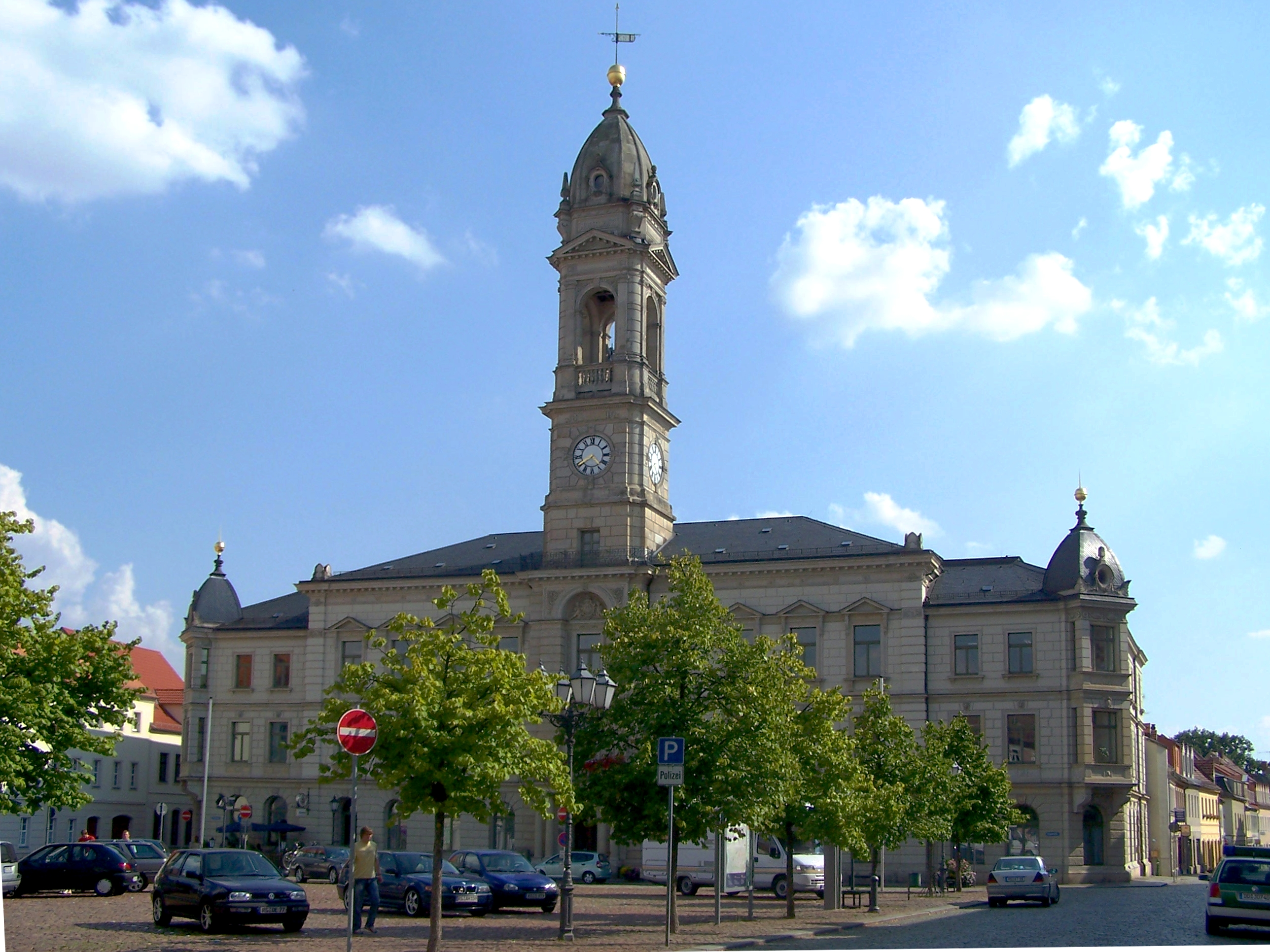
Das 1876 im Stil der Neorenaissance erbaute Rathaus
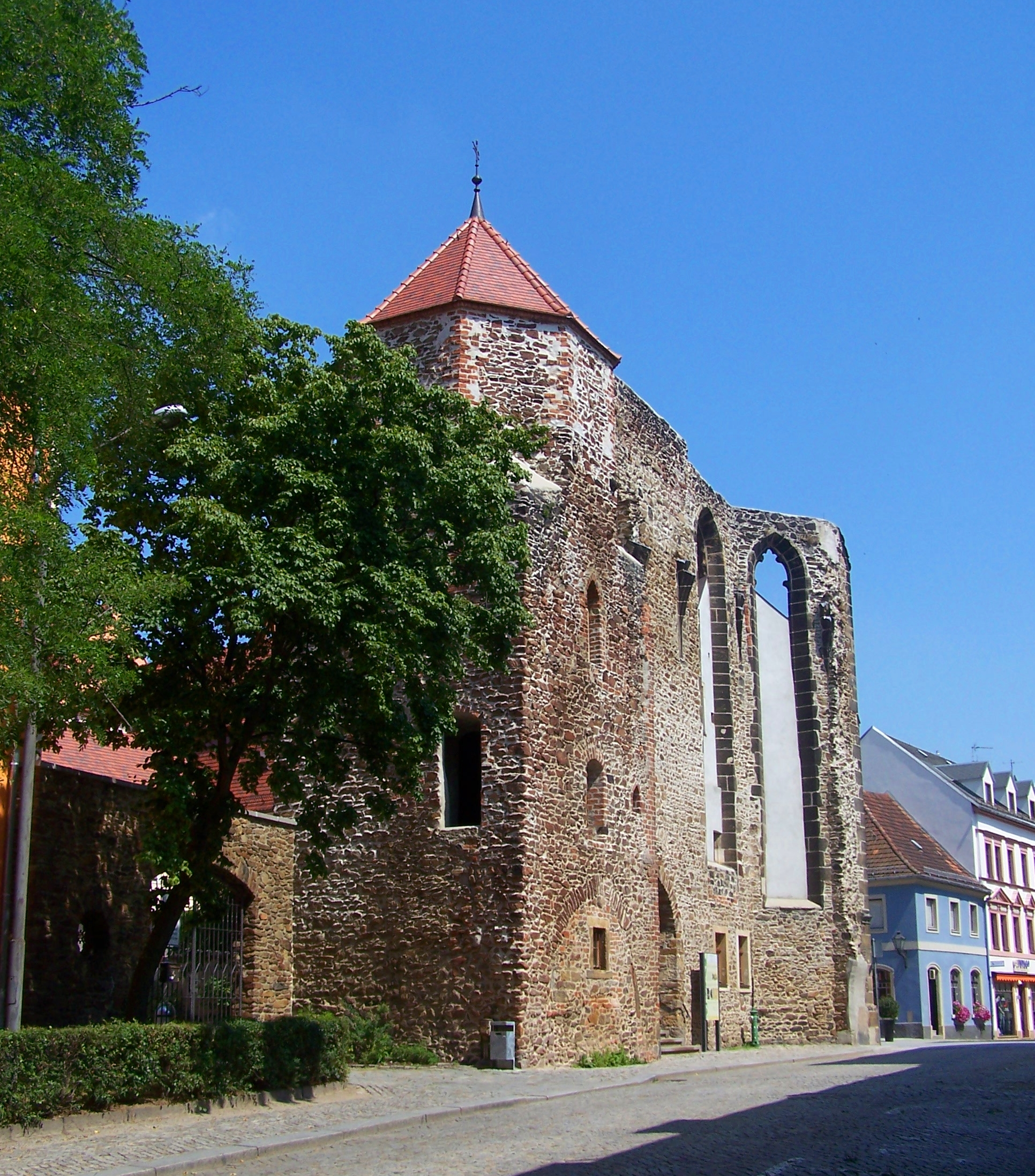
Das ehemalige Kloster
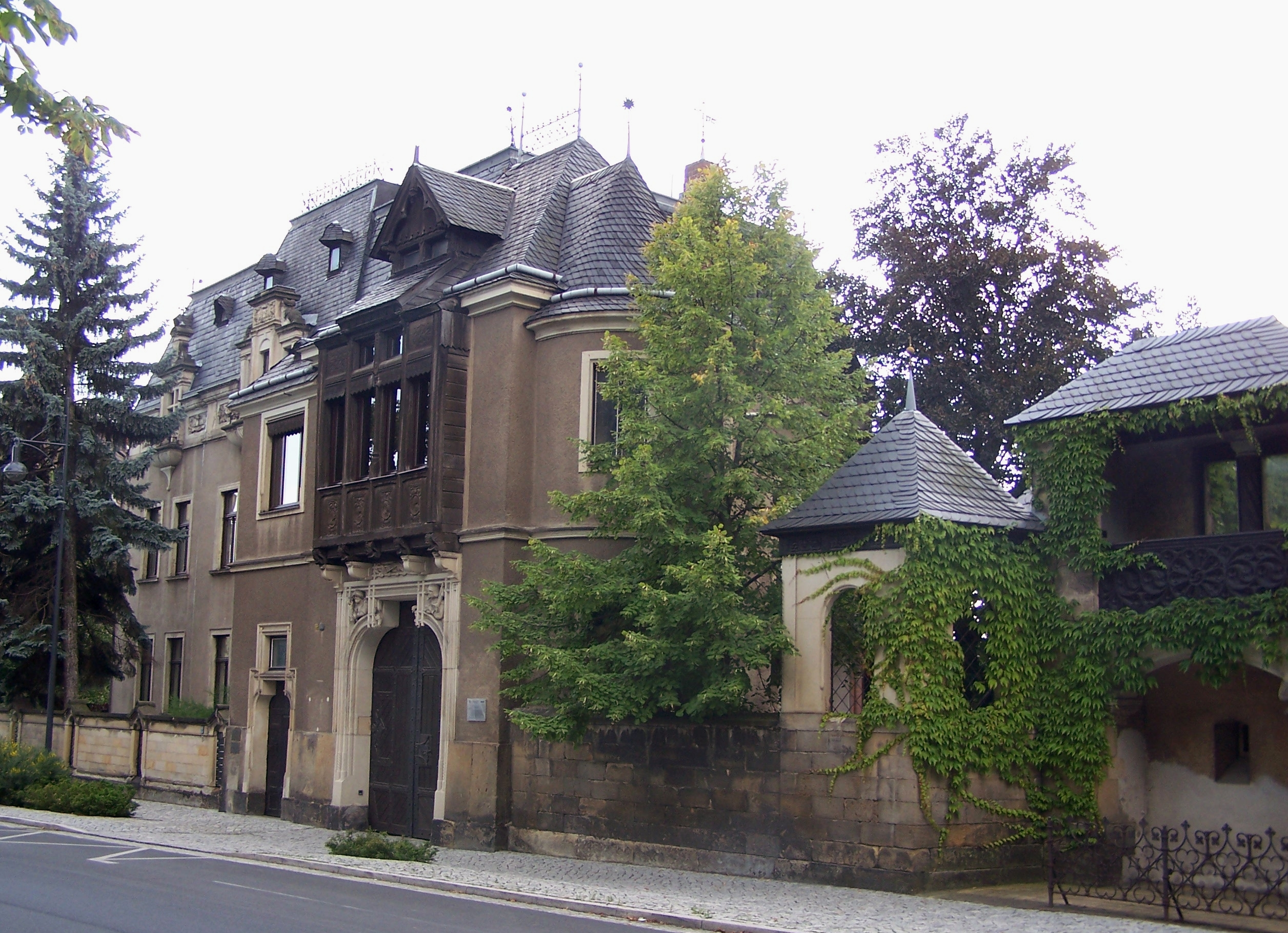
Zschille-Villa

### Denkmäler

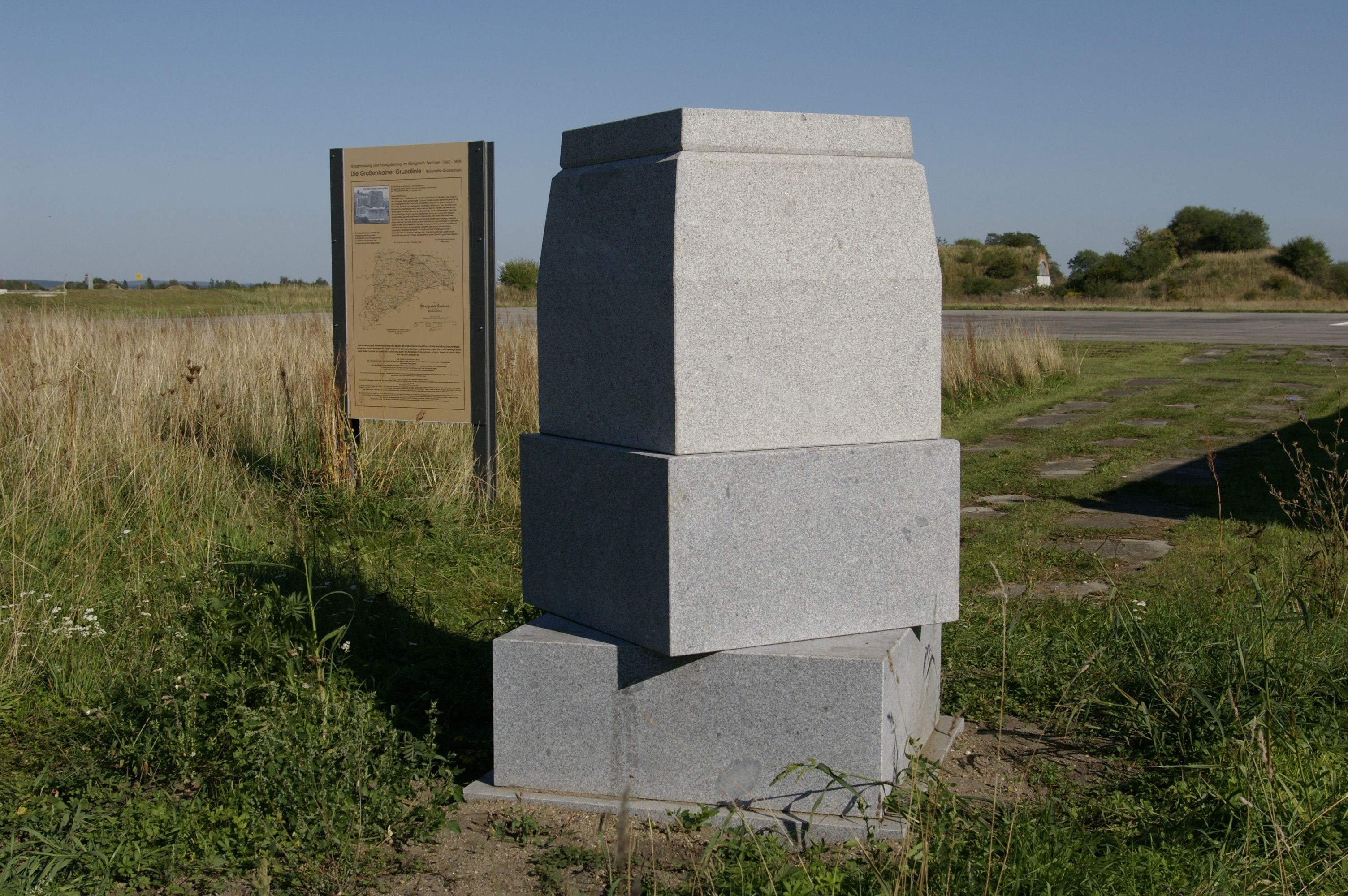
Basismitte Großenhain der Großenhainer Grundlinie

Die Großenhainer Grundlinie war die Basislinie für die Königlich-Sächsische Triangulation. Sie besteht aus drei Festpunkten in Quersa, Großenhain und Raschütz. Die Punkte wurden in den Jahren 1869 bis 1872 angelegt. Über einem in den Boden eingelassenen Grundpfeiler erhebt sich ein Basishäuschen, auf dem sich ein weiterer Pfeiler genau senkrecht über dem Basispfeiler befindet. In dieser Form existiert nur noch der Punkt Quersa.
Für die Gefallenen des Ersten Weltkrieges wurden in den mehreren Großenhainer Vororten und heute eingemeindeten Dörfern Denkmäler errichtet. Ein Fliegerdenkmal im Großenhainer Stadtpark und ein Kaiser-Wilhelm-Brunnen vor der Marienkirche wurden nach 1945 entfernt.
In der Großenhainer Innenstadt befinden sich zwei Gedenkstätten für die Opfer der Zeit des Nationalsozialismus. Ein VVN-Gedenkstein wurde im Jahr 1949 aus einem vorherigen Husarendenkmal geschaffen. Weiterhin existiert ein Geschwister-Scholl-Denkmal. Auf dem Großenhainer Friedhof liegt eine Grabstätte und ein Gedenkstein für 100 Kriegsgefangene sowie Frauen und Männer, die während des Zweiten Weltkriegs nach Deutschland verschleppt und Opfer von Zwangsarbeit wurden, sowie ein Gedenkstein für italienische Militärinternierte. In der Nähe des Friedhofes befindet sich ein sowjetischer Ehrenfriedhof. Am Flugplatz erinnert ein Denkmal mit einer MiG-17 an die ehemalige sowjetische Garnison.
In der Marienkirche Großenhain wurde im Jahr 2007 ein Mahnmal für die Opfer von Krieg, Vertreibung und politischer Gewaltherrschaft geschaffen.

### Kultur

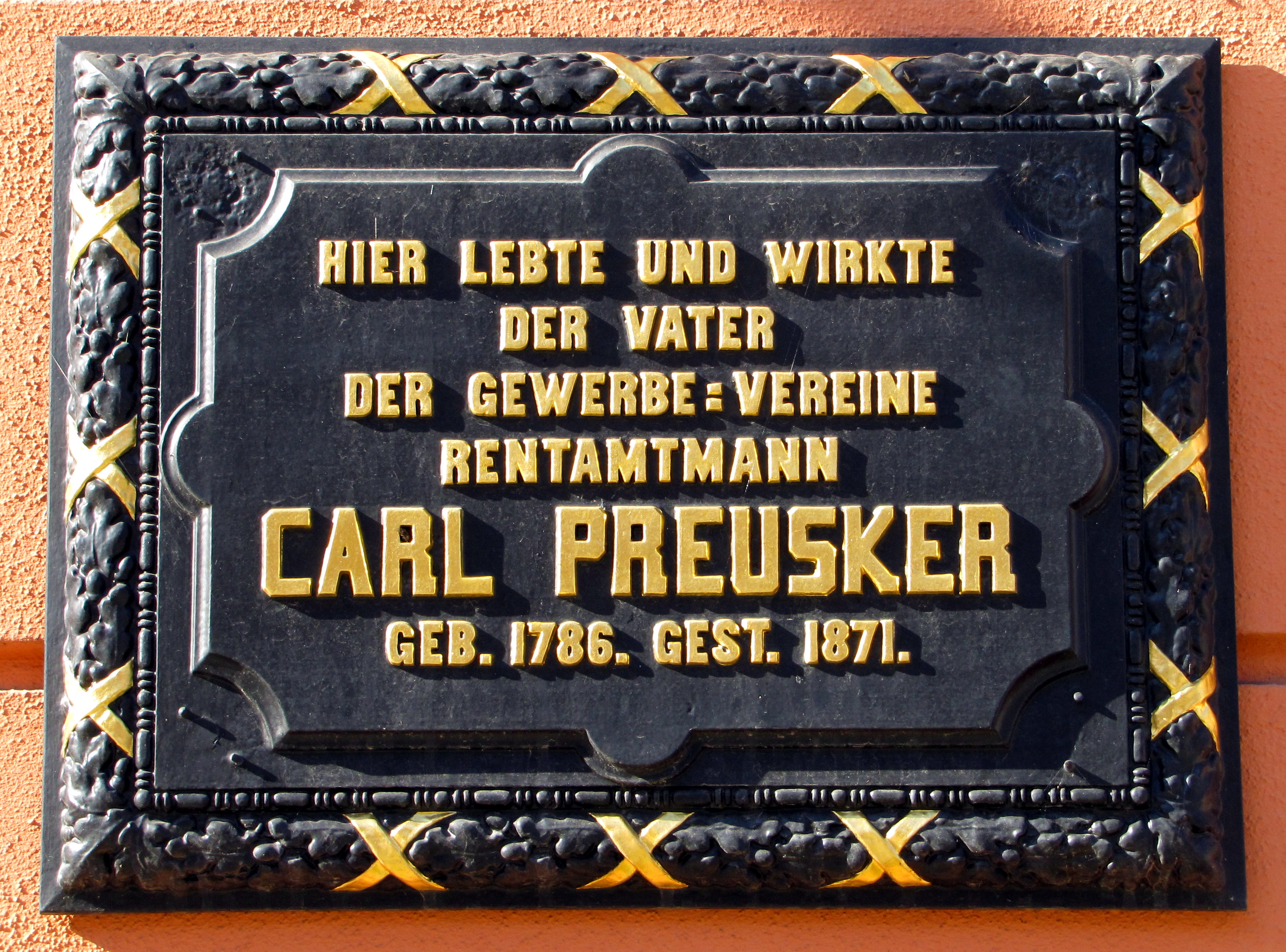
Gedenktafel für Preusker

Die Karl-Preusker-Bücherei wurde 1828 von Karl Benjamin Preusker als erste Volksbücherei Deutschlands in Großenhain gegründet. Sie wurde die „Vaterländische Bürger-Bibliothek“ genannt. Zwei Jahre später rief er die gewerbliche Sonntagsschule ins Leben, aus der die heutige Berufsschule hervorgegangen ist. Außerdem legte Preusker privat eine der ersten ur- und frühgeschichtlichen Sammlungen in Sachsen an und vermachte sie dem späteren Landesmuseum für Vorgeschichte Dresden. Damit gehört er zu den Begründern der sächsischen Archäologie.

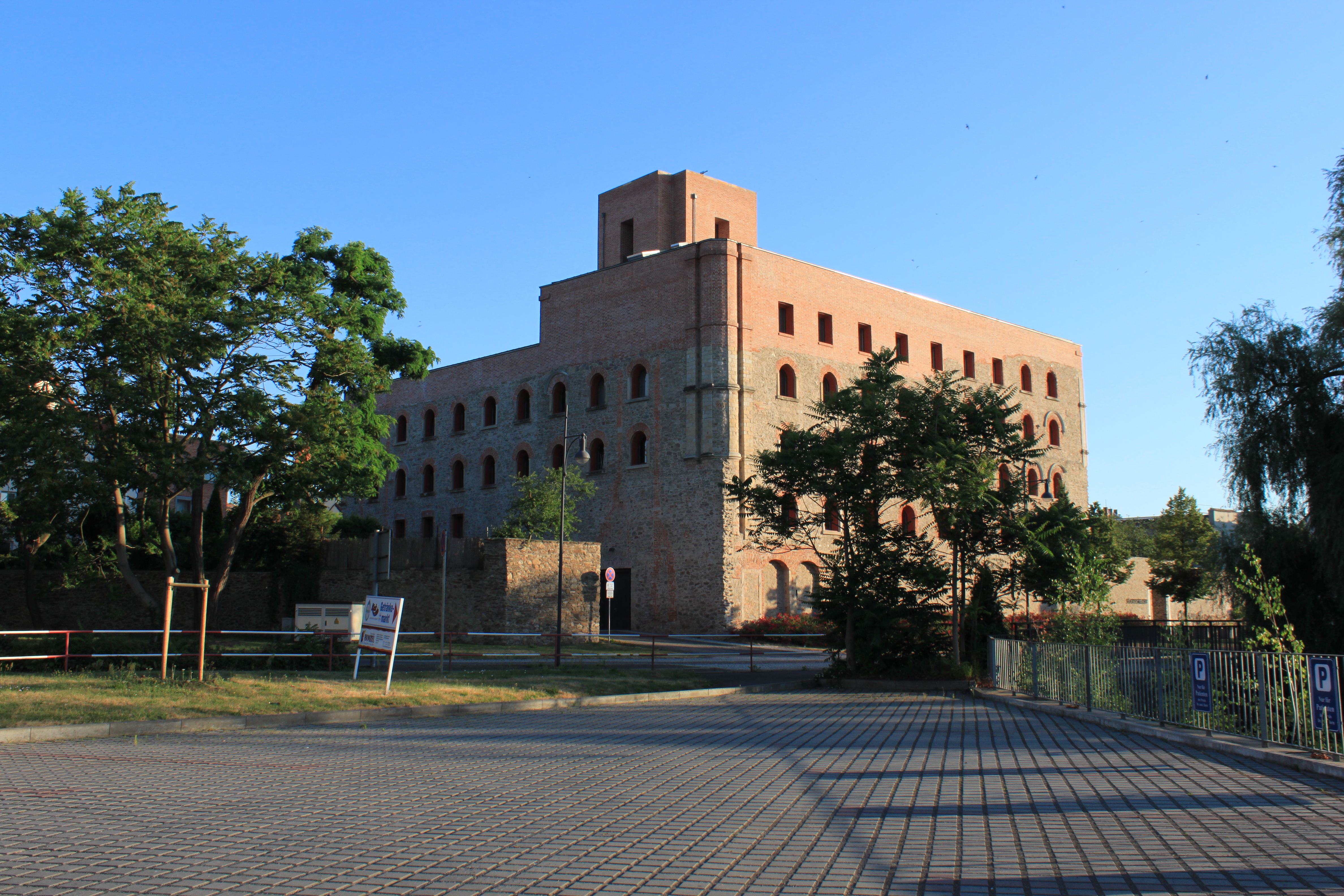
Kulturschloss Großenhain

Das Kulturzentrum Großenhain Kulturschloss beherbergt zahlreiche Räume für Kultur, Kunst, Tagungen und Veranstaltungen. Sowohl klassische Theateraufführungen als auch große Sinfoniekonzerte aber auch Kleinkunst und Chanson- und Jazzabende finden dort statt.
Die Großenhainer Spielbühne (gegründet 1961 als Pioniertheater „Natalia Saz“) hat 35 Mitglieder.

### Museen
Das Museum Alte Lateinschule befindet sich in der alten Lateinschule hinter der Marienkirche in Großenhain.

## Wirtschaft und Infrastruktur

### Ansässige Unternehmen
Der PKW-Anhänger-Hersteller STEMA Metalleichtbau GmbH wurde im Jahr 1951 als VEB Stema Ofenbau in Großenhain gegründet und 1991 privatisiert. Die STEMA ist seit 1997 Marktführer bei PKW-Anhängern in Deutschland und 2009 wurde der millionste Anhänger für den weltweiten Verkauf produziert.
Ein Großenhainer Teilbetrieb des Kombinates Textima, der ehemalige Textilmaschinenbau Großenhain, der nach 1990 in die Großenhainer Textilmaschinen GmbH überführt wurde, stellte früher Baumwoll- und Kammgarnflyer in Großenhain her, die weltweit vertrieben wurden. Heute befindet sich in Großenhain noch ein Vertriebsbüro.
Die Polartherm Flachglas GmbH, ein Hersteller verschiedener Flachglas-Produkte, gründete 1993 eine Niederlassung in Großenhain, die später zum Hauptsitz erweitert wurde.
Durch die Erschließung des Gewerbegebietes am Flugplatz Großenhain haben sich eine Vielzahl von Unternehmen in Großenhain angesiedelt – unter anderem der Kompressorenhersteller Boge. Des Weiteren ist zum Beispiel der Flugzeugteile-Zulieferer 3D ICOM & Co. KG, die Modekette Schneider Moden KG, die Spedition Pflaum GmbH und der Lichtwerbungsbauer Creative Factory GmbH im Gewerbegebiet Flugplatz ansässig.

### Gesundheitswesen
Im Jahr 2007 wurde das Krankenhaus Großenhain mit dem Krankenhaus Riesa zu einem Plankrankenhaus zusammengeführt. Seit April 2008 sind beide Häuser Teil der Elblandkliniken.
Aus dem ehemaligen Akutkrankenhaus in Großenhain wurde 2013 die neu errichtete Elbland Rehabilitations- und Präventionsklinik. Die Elbland Rehabilitationsklinik Großenhain ist eine neurologische Rehabilitationsklinik mit 125 Betten. Sie wird unter dem Dach der Elblandkliniken und der Recura Kliniken betrieben. Auf dem Gelände der Rehabilitationsklinik befindet sich zudem ein ambulantes Facharztzentrum mit einem Medizinischen Versorgungszentrum, einer Dialysepraxis und frei praktizierenden Fachärzten.

### Verkehr

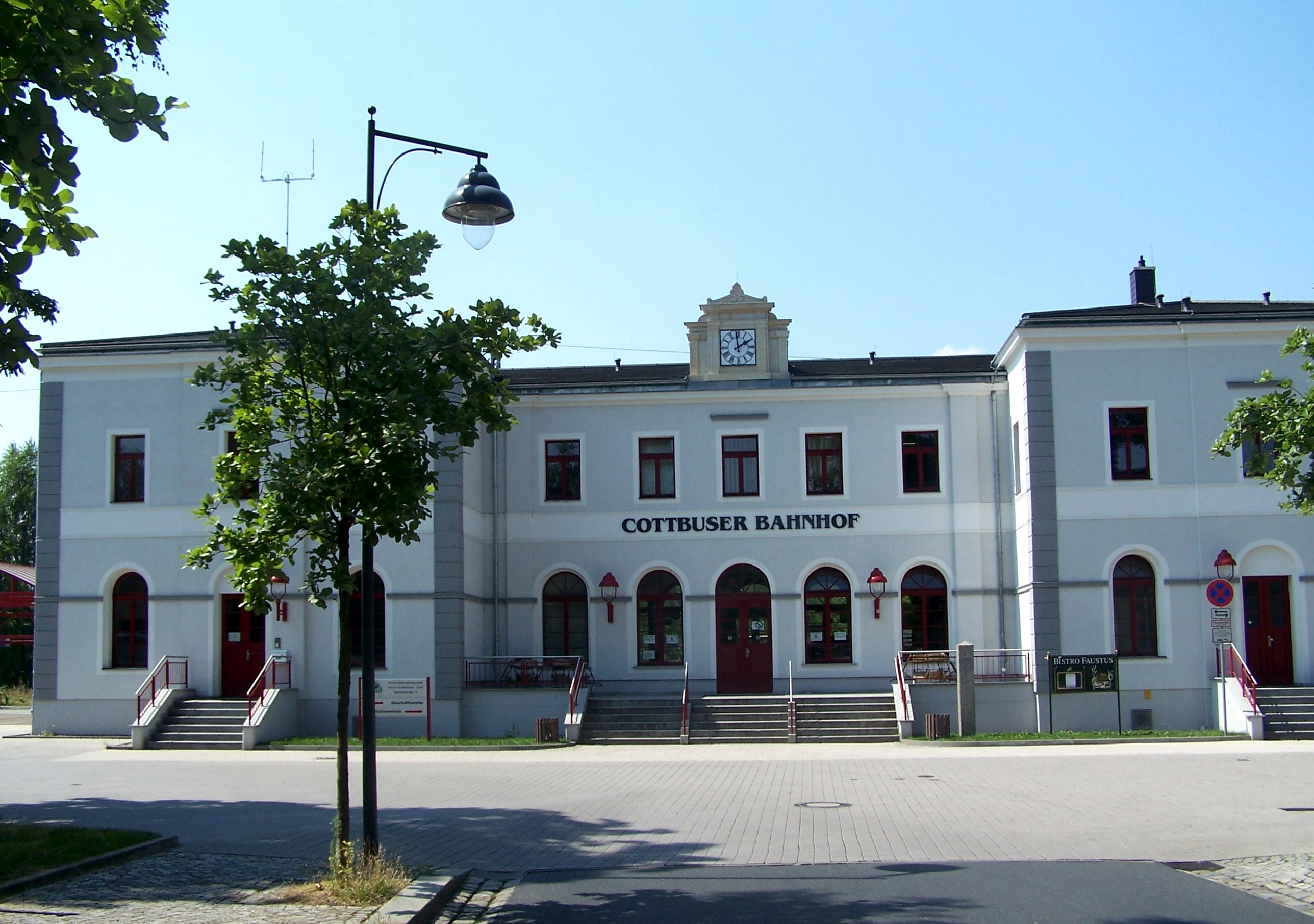
Cottbuser Bahnhof

Großenhain liegt an der Berlin-Dresdner Eisenbahn, der Cottbus-Dresdner Eisenbahn und an den Bundesstraßen 98 und 101.
Den ersten Eisenbahnanschluss der Stadt stellte 1862 die Großenhainer Zweigbahn mit dem ersten Großenhainer Bahnhof, dem Cottbuser Bahnhof, zur Leipzig-Dresdner Eisenbahn her. Die seit 1868 gebaute Strecke Cottbus – Senftenberg – Großenhain der Cottbus-Großenhainer Eisenbahn-Gesellschaft wurde im Jahr 1870 eröffnet. Zwischen 1873 und 1875 wurde weiterhin die Strecke zwischen Dresden und Elsterwerda über den zweiten Großenhainer Bahnhof, den Berliner Bahnhof, fertiggestellt. Parallel wurde auch eine Verbindungsbahn zwischen beiden Bahnhöfen geschaffen. Diese wird heute von der RB 31 (Dresden Hbf – Großenhain Cottb Bf – Elsterwerda) benutzt.
Seit 2002 wird nur noch der Cottbuser Bahnhof inklusive einer neu geschaffenen modernen Übergangsstelle zum Stadt- und Regionalbusverkehr als Personenbahnhof genutzt.
Im Ortsteil Zabeltitz existiert noch ein Haltepunkt der Berlin-Dresdner Eisenbahn.
Nahverkehrslinien:
- RE 15 Dresden Hbf – Großenhain Cottb Bf – Ruhland – Hosena – Hoyerswerda
- RE 18 Dresden Hbf – Dresden-Neustadt – Großenhain Cottb Bf – Ruhland – Senftenberg – Cottbus
- RB 31 Dresden Hbf – Großenhain Cottb Bf – Elsterwerda

Die Stadtbuslinie A verbindet die Stadtteile Kupferberg und Großraschütz. Zahlreiche Regionalbuslinien verbinden Großenhain mit den umliegenden Gemeinden und Städten wie bspw. Riesa, Gröditz, Zabeltitz, Strauch, Lampertswalde, Radeburg, Moritzburg, Dresden, Coswig und Meißen.